# Obraz Matki Bożej Łaskawej-Różańcowej w Janowie Lubelskim
Obraz Matki Bożej Łaskawej-Różańcowej w Janowie Lubelskim – oryginalny obraz Matki Bożej łaskawej zwany później różańcowym znajduje się w kościele pw. św. Jana Chrzciciela w Janowie Lubelskim. Obraz został uznany za cudowny przez komisję duchownych. Orzeczenie tej komisji potwierdził 8 grudnia 1762 roku biskup i oficjał Stanisław Raymund Jezierski. Obraz został zapisany na listę cudownych obrazów w Polsce i znalazł swoje miejsce w literaturze i w opracowaniach. 